# Barão de Itararé
Aparício Fernando de Brinkerhoff Torelly, conosciuto anche con lo pseudonimo di Apporelly o col falso titolo nobiliare di Barão de Itararé (Rio Grande, 29 gennaio 1895 – Rio de Janeiro, 27 novembre 1971) è stato un giornalista, scrittore e umorista brasiliano.
(Barão de Itararé)

## Biografia

Il Barão de Itararé durante un'intervista di gruppo. Arquivo Nacional.

Nato a Rio Grande (RS) nel 1895, studiò in un collegio di Gesuiti a São Leopoldo, iniziando poi a frequentare la facoltà di medicina. Abbandonati gli studi, nel 1925 Torelly si trasferì a Rio de Janeiro, dove scrisse per diversi giornali, come O Globo e A Manhã; da lì cominciarono le pubblicazioni di pezzi umoristici, mettendo al pubblico ludibrio i politici dell'epoca. Nel 1926 fondò un suo giornale umoristico, A Manha ("Il Piagnisteo", un gioco di parole con il precedente A Manhã, che significa "Il Mattino").
Fu un convinto oppositore di Getúlio Vargas, che conobbe durante gli anni scolastici a Porto Alegre, quando viveva nello stesso collegio dove alloggiava Benjamin, fratello di Vargas.
Durante la Rivoluzione del 1930, si sparse la voce che nella città di Itararé si sarebbe combattuta una battaglia tra le truppe fedeli al presidente Washington Luís e quelle di Vargas. La battaglia non avvenne e si arrivò ad un compromesso tra i due gruppi. Da qui in poi Torelly assunse il sedicente titolo nobiliare, in onore di una battaglia mai avvenuta.
Fu arrestato nel 1935 a causa dei suoi legami con il Partito Comunista Brasiliano, allora illegali. Nel 1947, quando il partito tornò alla legalità, Torrelly si candidò a consigliere comunale alle elezioni cittadine di Rio de Janeiro.

Il Barão de Itararé e Manuel Bandeira, 1966. Arquivo Nacional.

Nel 1985 il Grupo Editorial Record pubblicò un libro, dal titolo Máximas e Mínimas do Barão de Itararé, un'antologia di testi umoristici, che raggiunse rapidamente quattro edizioni. In tempi moderni, il suo spirito critico ha influenzato la creazione del Centro per lo Studio dei Media Alternativi "Barão de Itararé", che riunisce vari attivisti e movimenti sociali impegnati nella democratizzazione dei media in Brasile.